# Shane Embury
Shane Embury (27 de noviembre de 1967, Shropshire, Inglaterra) es un músico británico. Shane toca el bajo en Napalm Death y es el único miembro que permanece desde la formación de la banda. Es el único miembro que está en la banda desde la gira de Scum, reemplazando al bajista Jim Whitley. 
Antes de unirse a la banda, fue miembro de la banda Azagthoth junto a Pete Giles. Su primera banda se llamaba Abbotoir of Death, cuyo sonido recordaba a Possessed. También forma parte de la banda de deathgrind, Brujería donde es apodado como "El Hongo".

## Biografía
Shane tiene una larga lista de proyectos paralelos, como por ejemplo Unseen Terror (grindcore), formada por miembros de Heresy. También cabe mencionar Blood from the Soul (thrash/hardcore) junto a miembros de Sick of It All; Meathook Seed junto al guitarrista de Napalm, Mitch Harris y algunos miembros de Obituary; Malformed Earthborn, junto a Dan Lilker, exmiembro de Anthrax, Nuclear Assault y miembro de Brutal Truth, Stormtroopers of Death y Crucifist; Lock Up, Venomous Concept, junto a su compañero de Napalm Death, Danny Herrera, Kevin Sharp de Brutal Thruth y Buzz Osborne de Melvins y Fantômas.
Vive como los otros miembros de Napalm Death en Wolverhampton, Inglaterra. Adora el terror, los libros y las películas de ciencia ficción y los cómics.

## Discografía
Napalm Death
- 1988: From Enslavement to Obliteration
- 1990: Harmony Corruption
- 1992: Utopia Banished
- 1994: Fear, Emptiness, Despair
- 1996: Diatribes
- 1997: Inside the Torn Apart
- 1998: Words from the Exit Wound
- 2000: Enemy of the Music Business
- 2002: Order of the Leech
- 2004: Leaders Not Followers: Part 2
- 2005: The Code Is Red...Long Live the Code
- 2006: Smear Campaign
- 2009: Time Waits for No Slave
- 2012: Utilitarian
- 2015: Apex Predator – Easy Meat

Brujería
- 1993: Matando Güeros
- 1995: Raza Odiada
- 2000: Brujerizmo
- 2016: Pocho Aztlan

Sencillos y EP
- 1994: El patrón
- 2000: Marijuana EP
- 2008: Debilador sencillo
- 2008: No Acceptan Imitaciones sencillo
- 2014: Angel Chilango
- 2016: Viva Presidente Trump!

Lock Up
- 1999: Pleasures Pave Sewers
- 2002: Hate Breeds Suffering
- 2005: Play Fast or Die - Live in Japan  - álbum en vivo
- 2007: Violent Reprisal - recopilatorio
- 2011: Necropolis Transparent
- 2017: Demonization

Unseen Terror
- 1987: Human Error (Batería)

Meathook Seed
- 1993: Embedded
- 1999: B.I.B.L.E. (Basic Instructions Before Leaving Earth)

Venomous Concept
- 2004: Retroactive Abortion
- 2008: Poisoned Apple
- 2016: Kick Me Silly VCIII

Blood for the Soul
- 1994: To Spite the Gland that Breeds

Anaal Nathrakh
- 2006: Eschaton
- 2007: Hell Is Empty And All The Devils Are Here

Insidious Disease
- 2010: Shadowcast